# Västra Göinge herred
Västra Göinge härad (før 1658 dansk: Vester Gønge Herred) var et herred beliggende i Helsingborg len i det nordlige Skåne. Gønge udgjorde frem til 1637 ét herred, hvorefter der oprettedes Vester og Øster Gønge herreder. Under de svenske krige var Gønge centrum for de dansksindede snaphaner.